# Papusza

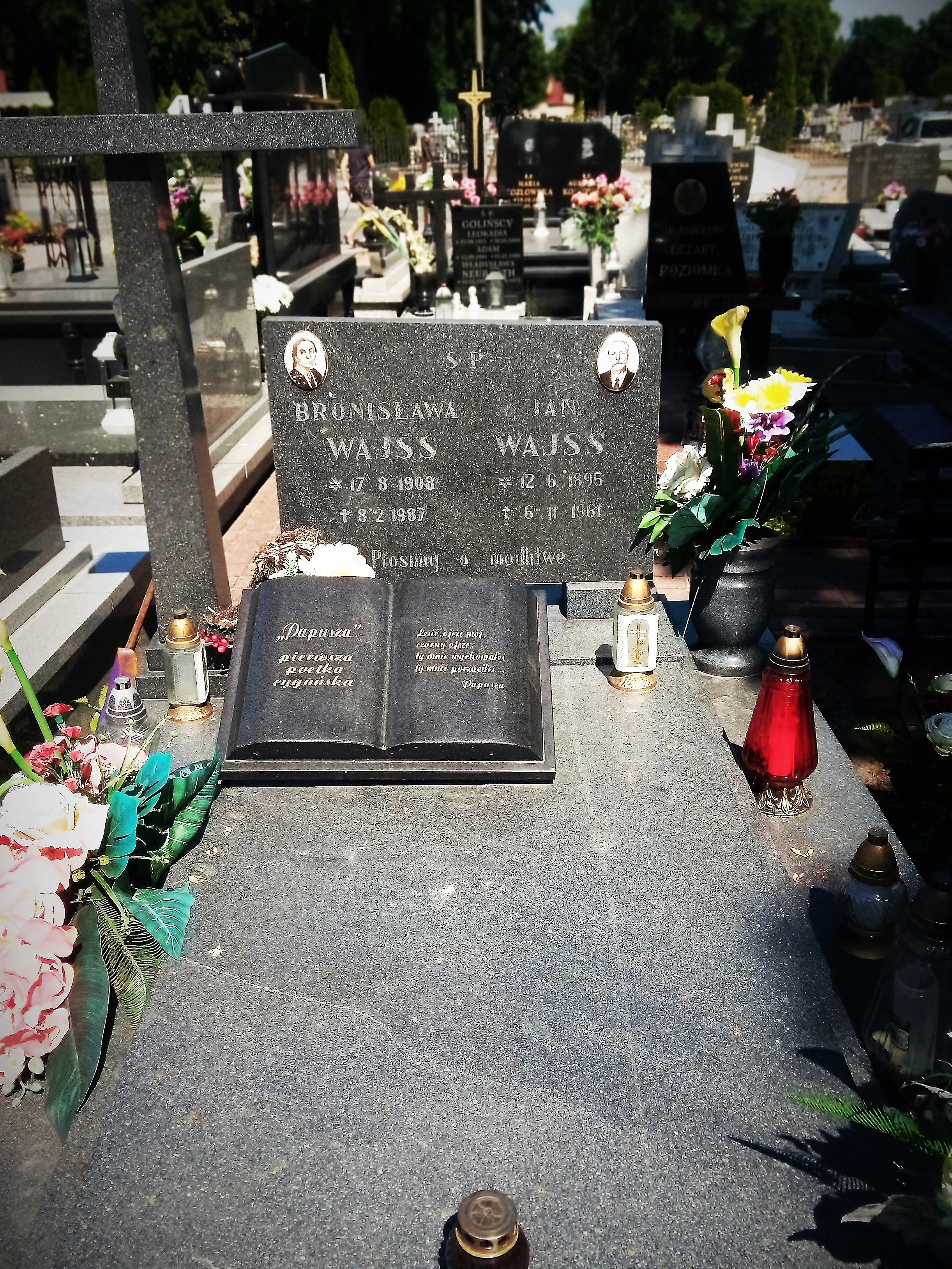
Grób Bronisławy i Jana Wajssów na cmentarzu Parafii św. Józefa w Inowrocławiu (2021)

Papusza, właśc. Bronisława Wajs (Wajss) z domu Zielińska (ur. 17 sierpnia 1908 w Sitańcu, zm. 8 lutego 1987 w Inowrocławiu) – polska poetka wywodząca się z romskiej grupy etnicznej Polska Roma, pisząca w języku romskim.

## Życiorys
Jej matką była Katarzyna Zielińska. Ojciec zmarł na Syberii około 1914 roku. Matka Papuszy wyszła ponownie za mąż za Jana Wajsa.
Papusza nigdy nie uczęszczała do szkoły. W wieku 16 lat została wydana za mąż za starszego o 24 lata harfiarza Dionizego Wajsa (zm. 1972), brata jej ojczyma. Nie mieli dzieci, choć po II wojnie światowej wychowywali wojennego sierotę o imieniu Władysław, który był nazywany „Tarzanio”. Była jedną z niewielu kobiet romskich, które samodzielnie nauczyły się pisać i czytać.
Przed II wojną światową jej tabor wędrował po Wołyniu, Podolu i Wileńszczyźnie, a w czasie wojny ukrywała się wraz ze swoim taborem w lasach wołyńskich, co opisała w poemacie Krwawe łzy co za Niemców przeszliśmy na Wołyniu w 1943 i 44 roku. Po wojnie trasa taboru prowadziła przez Mazury i Pomorze na zachód Polski. Zimę z 1947 na 1948 rok spędziła w Wieprzycach, a na przełomie 1949 i 1950 roku mieszkała w Witnicy. W 1950 roku Bronisława Wajs zamieszkała w Żaganiu. Od 1953 roku stale mieszkała w Gorzowie Wielkopolskim, co było wynikiem odgórnie narzuconego przez władze PRL nakazu osiedlania się. W 1981 roku, starą i schorowaną, przyjęła pod opiekę siostra, Janina Zielińska, mieszkająca w Inowrocławiu.
Talent poetki odkrył w 1949 roku Jerzy Ficowski, który później został jej tłumaczem z języka romskiego. Pierwsze tłumaczenia jej tekstów przesłał Julianowi Tuwimowi, który doprowadził do ich publikacji. Twórczość Papuszy po raz pierwszy pojawiła się w prasie literackiej w 1950 roku w miesięczniku „Problemy” (nr 10/50). Ukazał się wtedy wywiad Tuwima z Ficowskim, do którego dołączono cztery wiersze oraz kilka fotografii cygańskiej poetki o pseudonimie „Papusza”. Oficjalnie Papusza zadebiutowała wierszem w „Nowej Kulturze” w 1951 roku. Jednocześnie w miesięczniku „Twórczość” pojawił się biogram poetki wraz z Pieśnią Cyganki.
W środowisku romskim spotykała się z niechęcią, ze względu na odstępstwo od tradycyjnej roli kobiety. Została odrzucona z powodu zdrady plemiennych tajemnic po ukazaniu się w 1953 roku książki Ficowskiego Cyganie polscy, w której autor opisał wierzenia, prawa moralne oraz słownik romskich wyrażeń. Szykany, którym była poddana, spowodowały wystąpienie choroby psychicznej i konieczność okresowego leczenia w zakładach psychiatrycznych.
Od 1962 roku Bronisława Wajs należała do Związku Literatów Polskich. Jej wiersze były przekładane na języki: niemiecki, angielski, francuski, hiszpański, szwedzki i włoski.
Zmarła 8 lutego 1987 roku w Inowrocławiu. Została pochowana 14 lutego na inowrocławskim cmentarzu Świętego Józefa.
W 1996 roku rękopisy i pamiątki poetki zostały odkupione od Jerzego Ficowskiego i przekazane Stowarzyszeniu Twórców i Miłośników Kultury Cygańskiej w Gorzowie Wielkopolskim. W roku 2020 trafiły ostatecznie do gorzowskiej biblioteki publicznej.

## Nagrody
- Lubuska Nagroda Kulturalna (1958)[1]
- Nagroda Ministra Kultury (1978)[1]
- Nagroda Kulturalna „Nadodrza” (1978)[5]
- Nagroda Gorzowska (1978)[5]

## Tomiki wierszy
(Tłumaczenie Jerzego Ficowskiego)
- Pieśni Papuszy (Wrocław, 1956)[1],
- Pieśni mówione (Łódź, 1973)[1],
- Lesie, ojcze mój (Warszawa, 1990)[5],
- Papusza, czyli wielka tajemnica. Wybór tekstów (Gorzów Wlkp., 1992).

## Upamiętnienie
- 1974 – powstał film dokumentalny Papusza w reżyserii Mai Wójcik oraz Ryszarda Wójcika. Realizatorzy filmu opisali obyczaje i życie społeczności cygańskiej. Bohaterami filmu byli Papusza oraz Jerzy Ficowski[5].
- 1991 – powstał film Historia Cyganki według scenariusza i w reżyserii Grega Kowalskiego z muzyką Jana Kantego Pawluśkiewicza[5].
- 1994 – 24 czerwca na Błoniach w Krakowie odbyło się prawykonanie poematu symfonicznego Harfy Papuszy, skomponowanego przez Jana Kantego Pawluśkiewicza w 1993 r. do słów romskiej poetki[8][9].
- 2007 – w parku Wiosny Ludów w Gorzowie Wielkopolskim – miejscu częstego przebywania poetki i wróżenia przechodniom – postawiony został pomnik Papuszy[10].
- 2013 – zrealizowany został poświęcony jej film fabularny Papusza według scenariusza i w reżyserii Krzysztofa Krauze oraz Joanny Kos-Krauze, z Jowitą Budnik w roli głównej[11].
- 2013 – nakładem Wydawnictwa „Czarne” ukazała się książka Angeliki Kuźniak Papusza[5].
- 2017 – ukazał się esej Adriana Zawadzkiego Papusza. Granice przynależności.
- Jej imieniem nazwano ulice w Gorzowie Wielkopolskim, Inowrocławiu oraz w Poznaniu na Strzeszynie[12].